# Рыжешапочный рябок
Рыжешапочный рябок (лат. Pterocles coronatus) — вид птиц из семейства рябковых.
Вид распространён в Северной Африке и Юго-Западной Азии от Мавритании на восток через Сахару, Ближний Восток и Аравийский полуостров в Пакистан. Живёт в каменистых пустынях и полупустынях.
Птица среднего размера, длиной 27—30 см, массой 240—300 г. Размах крыльев 52—63 см. Оперение песчано-коричневого окраса с тёмными и белыми пятнышками. У самцов на лице чёрная маска и серые брови. У самок лицевая маска коричневая, а грудь и шея серые.
Живёт на открытых участках с каменистыми почвами, полузасушливых участках на краях пустынь, равнинах без деревьев. Вне сезона размножения встречается многочисленными стаями. Питается семенами и ягодами, реже травами, листьями, почками, цветами. Глотает песок и мелкие камешки, чтобы улучшить пищеварение. Размножение происходит в апреле-мае. Образует моногамную пару. Спариванию предшествует ухаживание самца. Гнездо — неглубокая ямка в почве между травами или под кустом, выстлана кусочками высушенной растительности. В кладке два—три яйца. Оба пола поочередно насиживают кладку. Птенцы с родителями покидают гнездо через несколько часов после вылупления. Потомство питается самостоятельно, но родители снабжают их водой, иногда пролетая до 30 км до ближайшего водоёма. Примерно за месяц птенцы оперяются и могут летать.